# Náhorní Karabach

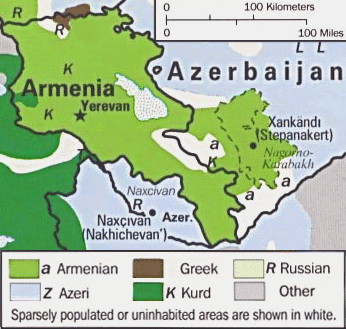
Etnická mapa oblasti (1995) (Celá etnická mapa Kavkazu zde)

Náhorní Karabach (ázerbájdžánsky Dağlıq Qarabağ, arménsky Լեռնային Ղարաբաղ, rusky Нагорный Карабах) je území o rozloze 4400 km², v roce 2005 bylo z jeho cca 145 000 obyvatel přibližně 95 % Arménů.
Metropolí oblasti je Stěpanakert (Chankendi). Arménie a Ázerbájdžán vedou o toto území dlouholetý spor, který vygradoval v regulérní válečný konflikt v letech 1988 až 1994. Následně vzniklá Náhornokarabašská republika ovládala kromě Náhorního Karabachu i okolní regiony Ázerbájdžánu. Republika, vyhlášená místními etnickými Armény a zabírající 16 % ázerbájdžánského území nebyla mezinárodně uznána. Formálně ji uznaly pouze samozvané státy, které samy nebyly mezinárodně uznány. Ačkoliv bylo formálně vyhlášeno od 12. května 1994 příměří, neustále docházelo k přestřelkám a od roku 2015 se na bojiště začala vracet i těžká technika.
Následná válka v roce 2020 zredukovala rozlohu Náhornokarabašské republiky pouze na většinu území samotného Náhorního Karabachu a přilehlý Lačinský koridor, který byl kontrolován ruskými mírovými silami, aby bylo zajištěno pozemní spojení s Arménií. V prosinci 2022 však Ázerbájdžán zablokoval Lačinský koridor a v září 2023 znovu vojensky zaútočil. Představitelé Náhornokarabašské republiky po jednom dni bojů kapitulovali. Karabaští Arméni uprchli do Arménie. Arménská vláda 30. září 2023 oznámila, že arménské hranice překročilo 100 tisíc uprchlíků, tedy většina z odhadované 120tisícové arménské komunity v Náhorním Karabachu.

## Název
Název Karabach (Qarabağ) je turkického a perského původu a doslova se překládá jako „černá zahrada“ (v ázerbájdžánštině qara = černý, bağ = zahrada). Název dağlıq = hory a je to v ázerbájdžánštině běžně používané slovo.
Název regionu v místních jazycích se překládá jako „hory Karabach“ nebo „horská černá zahrada“.
- arménsky Լեռնային Ղարաբաղ – transliterace Lernajin Gharabagh, slovo լեռ (ler) znamená hora
- ázerbájdžánsky Dağlıq Qarabağ – překlad – hory Karabach nebo Yuxarı Qarabağ – (ná)horní Karabach
- rusky Нагорный Карабах – transliterace Nagornyj Karabach

V roce 2017 zde proběhlo referendum, v němž se bezmála 90 % místních voličů vyslovilo pro přejmenování státu na Arcach. Nový název je podle dostupných informací z historického hlediska přesnější.

## Historie
Kolem roku 180 př. n. l. se Karabach stal jednou z 15 provincií Arménského království. V roce 387 n. l. se po rozdělení Arménie mezi Byzantskou a Perskou říši Karabach dostal pod správu Kavkazské Albánie, která však byla pod silným náboženským a kulturním vlivem Arménie. Populaci Karabachu tehdy tvořili Arméni a několik poarménštěných kmenů. V 5. století byla v Karabachu založena první arménská škola, klášter Amaras.
V souvislosti s patronátem carského Ruska nad křesťanskými menšinami na Blízkém východě docházelo už v 16. století k migraci arménského obyvatelstva z Osmanské říše do kaspické oblasti ovládané křesťanským Ruskem. K nejvýraznější migrační vlně došlo mezi lety 1823–1832 v reakci na rusko-perskou válku. V této době došlo k dramatickým změnám v etnickém složení obyvatelstva oblasti Náhorního Karabachu. Dle M. I. Šavrova v roce 1823 arménské rodiny představovaly 1,5 tisíc z 20 tisíc rodin karabašské provincie (území bývalého karabašského chanátu).[zdroj?] V roce 1832 již Arméni tvořili 34,8 % obyvatel provincie, zatímco Azerové 64,8 %.[zdroj?] Arméni dosáhli 53% většiny v roce 1897, kdy počet Azerů v provincii klesl na 45 %. [zdroj?]

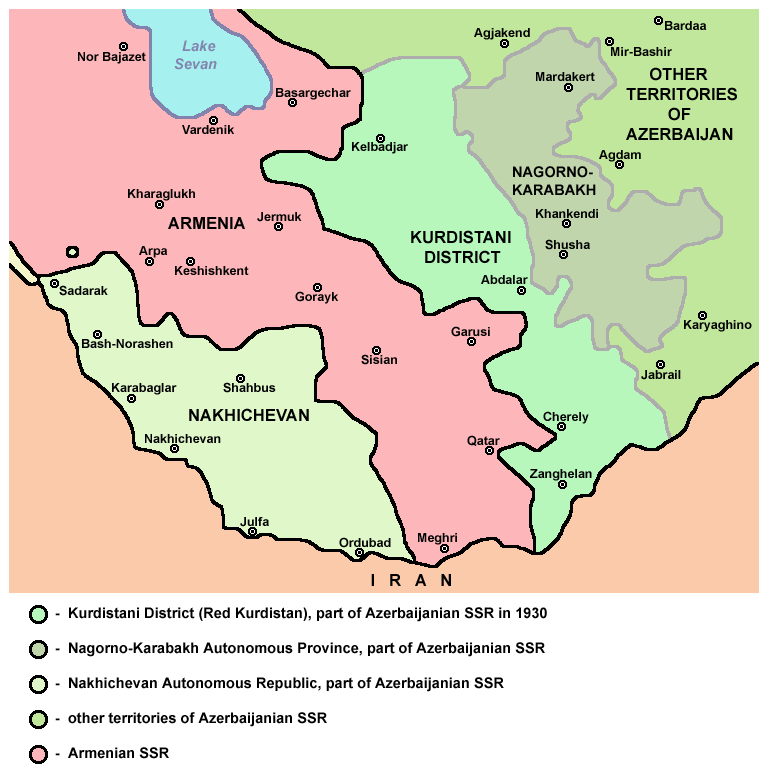
Oblasti v roce 1930

Počátkem 20. století došlo k genocidě Arménů ze strany Turecka, což vedlo k výraznému poklesu jejich počtu v celé oblasti.
Když se počátkem 20. let 20. století s koncem občanské války v Rusku utvářel Sovětský svaz, usilovali jak Arméni, tak Azerové o oblasti Nachičevanu, Zangezuru a Náhorního Karabachu. Rozhodnutím ústředního výboru KSR(b) byly nakonec Nachičevan a Náhorní Karabach v rámci vzniklé Zakavkazské SFSR připsán Ázerbájdžánu, zatímco Zangezur, oddělující Nachičevan od zbytku ázerbájdžánského území, byl připsán Arménii. Dne 7. července 1923 byla v rámci Ázerbájdžánu ustavena Náhorně/karabašská autonomní oblast. V roce 1926 představovali Arméni 93,5 % obyvatel Náhorního Karabachu, tento podíl se od té doby snižoval, až v roce 1989 klesl na 77 %. Od 60. let sílily mezi karabašskými Armény pocity diskriminace a nevole nad tímto demografickým vývojem. Nevraživost mezi oběma etniky přerostla na konci 80. let v otevřené střety, které slábnoucí sovětská moc už nebyla s to zvládnout.
V lednu 1988 byla zahájena masivní deportace Azerů z Arménie do měst Baku a Sumgait. Ve dnech 28. a 29. února 1988 došlo ve městě Sumgait u Baku k pogromu, který si údajně vyžádal život 32 lidí zahrnující Armény, Azery i Rusy. Tento incident byl klíčový pro arménské vedení, které odstartovalo rozsáhlou antiázerbájdžánskou kampaň. Následně bylo 27.–29. listopadu připraveno o život 33 Azerů během pogromů ve městech Gutarkh, Spitak a Stěpanavan na arménském území, další vzájemné násilnosti propukly i jinde v Arménii a Ázerbájdžánu.
V následujících měsících bylo více než 220 000 etnických Azerů nuceno opustit své domovy v Arménii. Mezitím 18. července 1988 rozšířené zasedání nejvyššího prezidia SSSR potvrdilo existenci Náhorního Karabachu jako nedílné součásti Ázerbájdžánu. 1. prosince 1989 se Nejvyšší rada Arménie usnesla na sloučení Arménie a Náhorního Karabachu. Tak, v rozporu s ústavou SSSR a se základy mezinárodního práva, Arménie oficiálně vznesla nárok na území sousední republiky.
Když Ázerbájdžán vyhlásil 30. srpna 1991 nezávislost na rozpadajícím se Sovětském svazu, nehodlali Arméni z Náhorního Karabachu zůstat nadále jeho součástí a karabašské vedení, podporované morálně i materiálně z Arménie, vyhlásilo 2. září 1991 nezávislost na Ázerbájdžánu. Ázerbájdžánská vláda reagovala 26. listopadu zrušením karabašské autonomie. Následné referendum, uspořádané v Náhorním Karabachu 10. prosince sice azerská menšina bojkotovala, drtivá většina karabašských Arménů však rozhodnutí o nezávislosti podpořila. V letech 1992–1994 probíhala o Náhorní Karabach, který tvoří v Ázerbájdžánu enklávu, oddělenou od Arménie takzvaným Lačinským koridorem, otevřená válka mezi Arménií a Ázerbájdžánem, která zasáhla citelně i civilní obyvatelstvo.

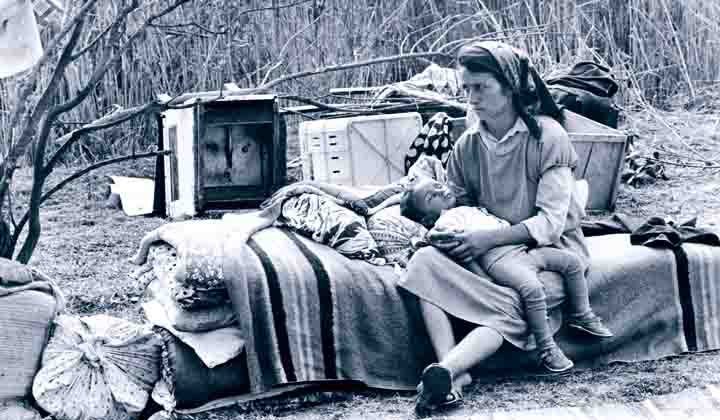
Azerové vysídlení z arménské okupační zóny Ázerbájdžánu

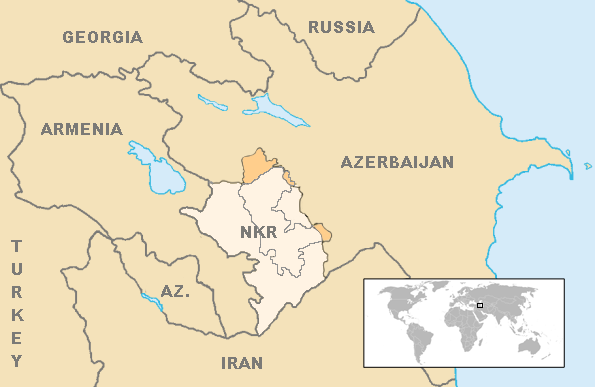
Hranice separatistické oblasti po podepsání příměří v roce 1994. Arménské povstalecké jednotky nyní kontrolují téměř 9 % Ázerbájdžánského území mimo bývalou autonomní oblast Náhorního Karabachu. Ázerbájdžánské jednotky kontrolují Šahumjan a východní oblasti Martakert a Martuni.

Nejzávažnějším případem porušování lidských práv byl Masakr v Chodžaly, při kterém 26. února zaútočily arménské síly za podpory těžké techniky na azerské civilisty ve vesnici Chodžali. Její obyvatelstvo žilo několik měsíců v obležení bez dodávek elektřiny a plynu a v nedostatku potravin. Vesnice byla evakuována a civilní obyvatelstvo se pěšky přesouvalo na ázerbájdžánské území. Několik kilometrů od bezpečné zóny však zahájily arménské síly palbu na konvoj ázerbájdžánských uprchlíků. O život přišlo během dne 613 ázerbájdžánských obyvatel, z toho 106 žen a 83 dětí. Na událost reagovali Ázerbájdžánci represáliemi, během kterých bylo dne 10. dubna 1992 zabito 53 Arménů v obci Maragha u Martakertu (Náhorní Karabach). Podle arménské verze založené na svědectví posledního vůdce sovětského Ázerbájdžánu a prvního prezidenta svobodného Ázerbájdžánu Ajaze Mutalibova, masakr v Chodžali nebyl spáchán arménskými vojáky, ale radikály z Lidové fronty Ázerbájdžánu, kteří údajně zastřelili své vlastní civilisty, když utíkali koridorem. V rozhovorů Mutalibov uvedl, že akce byla zorganizována jeho politickými oponenty, aby si vynutili jeho rezignaci.
Na konci konfliktu Arméni ovládli téměř celou bývalou autonomní oblast Náhorní Karabach, Lačinský koridor, a další části ázerbájdžánského území. Malé okrajové části bývalé autonomní oblasti (sever, severovýchod a východ) pro změnu ovládl Ázerbájdžán. Když boje 12. května 1994 utichly, výsledkem bylo odhadem 17 500 mrtvých na arménské a 25 500 na ázerbájdžánské straně, 700 000 až 1 000 000 Azerů a 300 000 Arménů bylo vyhnáno ze svých domovů. Například Šuša, kdysi druhé největší město Náhorního Karabachu, které mělo ještě v roce 1989 na 17 000 obyvatel, převážně Azerů, bylo po válce poloprázdné, většina domů zůstala neobydlená a poničená.

### Poválečné uspořádání
Od 12. května 1994 trvalo mezi oběma stranami příměří, které bylo ale porušováno. Přes několik rezolucí Rady bezpečnosti OSN bylo 16 % ázerbájdžánského území, na němž existovala Náhorněkarabašská republika okupováno. To bylo zdrojem trvalého napětí v oblasti. Náhorněkarabašská republika byla na Ázerbájdžánu de facto nezávislá, de iure však nebyla nikým (ani Arménií) mezinárodně uznaná. Republika nepoužívala jako svou měnu ázerbájdžánský manat, ale arménský dram. Propojení obou zemí výstižně ilustruje skutečnost, že někdejší karabašský prezident Robert Kočarjan byl v letech 1998–2008 prezidentem Arménie. Arménie požadovala uznání nezávislosti Náhorního Karabachu, zatímco Ázerbájdžán požadoval vyklizení Armény okupovaných území. Toto ázerbájdžánské stanovisko podpořil ve své rezoluci i Evropský parlament.

### Obnova konfliktu 2016
Od začátku roku 2013 se srážky na frontové linii asi dvacetinásobně zintenzivnily. Podle údajů arménského ministra obrany bylo příměří během roku 2012 porušeno 3 000 výstřely, v roce 2015 stejný zdroj udává již 60 000 výstřelů za 12 měsíců. V roce 2016 se podle arménské organizace Svaz informovaných občanů střílelo na karabašské frontové linii prakticky nepřetržitě.

K eskalaci konfliktu došlo 2. dubna 2016, kdy vypukly intenzívní boje podél celé hranice s Náhorním Karabachem. Baku tvrdilo, že ázerbájdžánské síly pouze odpověděly na mohutné ostřelování z druhé strany. Podle mluvčího arménského ministerstva podnikl Ázerbájdžán otevřený útok po celé délce hranic s Náhorním Karabachem.

### Obnova konfliktu 2020
Dne 27. září 2020 se střetly ozbrojené síly Arménie a Ázerbájdžánu. Obě země se navzájem obvinily z prvního úderu. Rusko a Francie obvinily Turecko, že na podporu Ázerbájdžánu vyslalo do oblasti bojovníky ze Sýrie, což bylo doloženo i dalšími zpravodajci.   Podle vyjádření sdružení Ázerbájdžánců v České republice Ázerbájdžán ani Turecko nikdy nepotvrdili účast syrských žoldnéřů a ta podle nich nebyla nikdy prokázána nezávislými zdroji. Ukončení bojů mezi Arménií a Ázerbájdžánem a podpis dohody oznámil dne 10. listopadu 2020 ruský prezident Vladimir Putin s tím, že na dodržování příměří budou dohlížet ruští pozorovatelé.

### Eskalace v roce 2023
Již v prosinci 2022 Ázerbájdžán pod záminkou ekologických protestů zablokoval Lačinský koridor, čímž vyvolal humanitární krizi. Znemožněny byly dodávky jakéhokoli zboží včetně potravin, léků nebo humanitární pomoci. Některé oblasti byly bez jakýchkoli služeb: elektřiny, vody, plynu, dopravy. Ruské mírové síly nebyly schopny situaci zvrátit mimo jiné proto, že část vojáků byla odvelena na Ukrajinu. V květnu 2023 Arménie uvedla, že je ochotná uznat Karabach za součást Ázerbájdžánu, pokud bude zaručena bezpečnost místního obyvatelstva.
V září 2023 zaútočila ázerbájdžánská armáda na karabašské území. Již po jednom dni bojů místní vláda kapitulovala. Místní Arméni emigrovali do Arménie a oblast byla plně integrována do Ázerbájdžánu. V dubnu 2024 se z území Náhorního Karabachu stáhly jednotky ruské armády, které měly v oblasti zabránit konfliktu.

## Přírodní podmínky

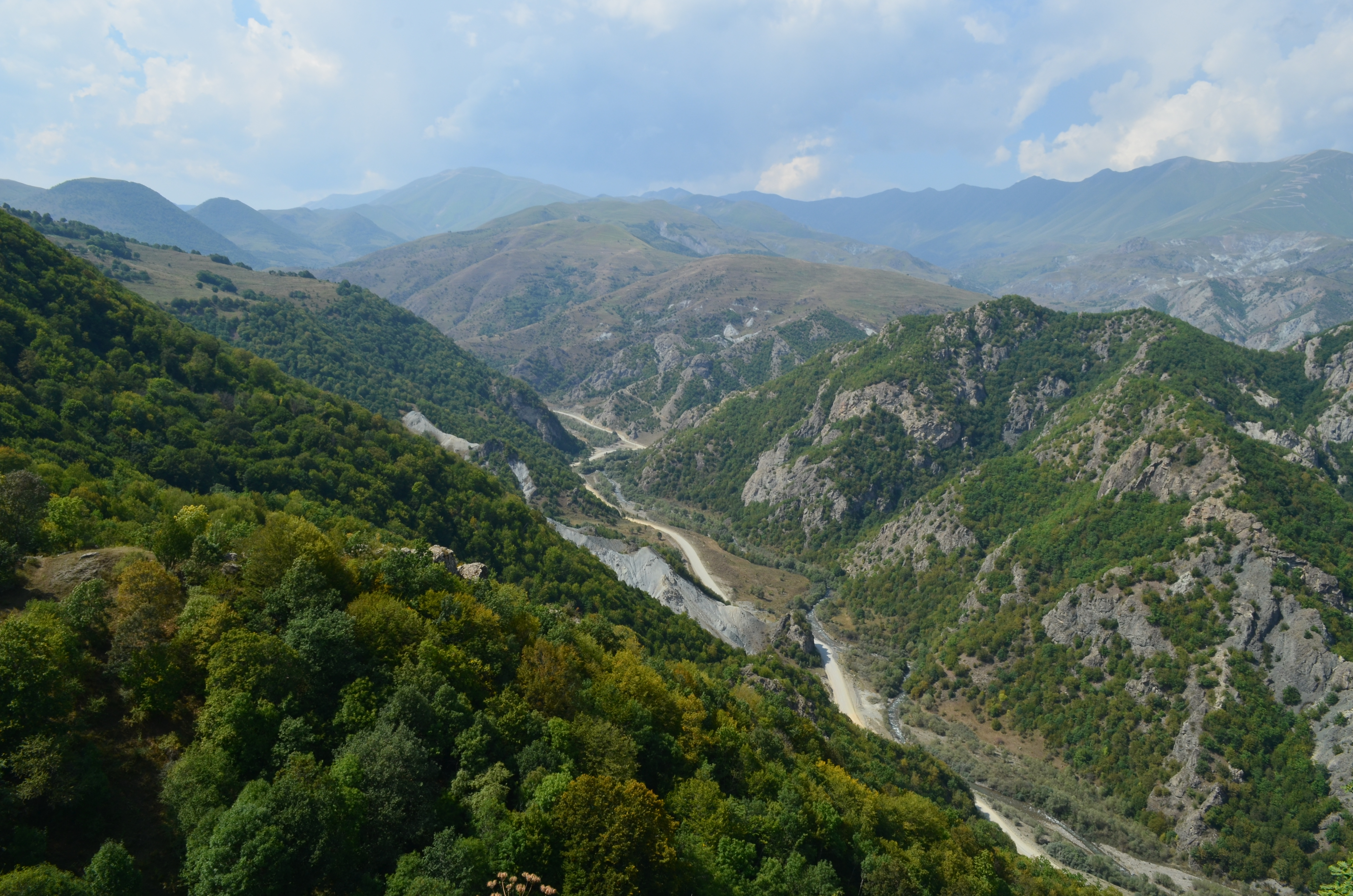
Zalesněné karabašské hory

### Poloha
Náhorní Karabach se rozkládá v jihovýchodní části Malého Kavkazu. Na severu se nachází hřbet Murovdag (nadmořská výška do 3 724 m). V centrální části, na západě a jihu pak Karabašský hřbet (do 2 725 m). Na severovýchodě a východě je rovina.

### Nerosty
Z nerostných surovin se zde nachází polymetalické rudy, litografický kámen, islandský vápenec, mramor, grafit, azbest.

### Klima
Klima je převážně mírně teplé se suchou zimou. Na západě a jihozápadě v horách chladné také se suchou zimou. Na rovině a v podhůří je v lednu průměrná teplota 3 až −2 °C a v červenci 25 až 20 °C. Ve vysokohorských oblastech je to v lednu −6 až −10 °C a v červenci 15 až 10 °C. Roční úhrn srážek činí na rovině a v podhůří 400 až 600 mm a v horách 800 mm.

### Vodní zdroje
Největší řeky patří k povodí Kury (Terter, Chačinčaj, Karkarčaj) a jejího přítoku Araksu (Kendelančaj, Išchančaj). Tečou v hlubokých soutěskách a využívají se na zavlažování a jako zdroj vodní energie. Na řece Terter byla vybudována Sarsancká přehrada s hydroelektrárnou. Jsou zde mnohé minerální prameny (Turšsu, Širlan, Čarektar, Isabulagi).

### Půdy a flóra
Na rovině a v podhůří převládají kaštanové půdy, výše pak hnědé horské lesní s příměsí černozemí a v nejvyšších polohách horské luční půdy. Rovina je vyplněna převážně pelyňkovou a pelyňkovo-travnatou polopouští. V podhůří se nacházejí porosty poloxerofitních keřů a jiné stepní rostlinstvo. Ve vyšších horách rostou vícedruhové lesy a jsou zde subalpské a alpské louky. Lesy (dub, buk, habr, divoké ovocné stromy) a keře zaujímají více než 30 % oblasti.

### Fauna
Žijí zde velekur kaspický, koza bezoárová, srny, dikobrazi, medvěd hnědý, kavče žlutozobé a červenozobé, rehek zahradní, ještěrka skalní.